# Misikella
Genre
Misikella est un genre fossile de conodontes dont les espèces ont vécu au Trias. 

## Classification
Le genre Misikella est créé en 1974 par les paléontologues et géologues Heinz Kozur (1942-2013) et Rudolf Mock (d) (1943-1996).

## Description
Misikella Kozur & Mock, 1974, est le genre parent. Il est considéré comme celui possédant un appareil à quatre éléments, dans lequel une seule espèce, Misikella longidentata, est conservée.
Le genre Axiothea a été créé pour classer les autres spécimens à appareil à deux éléments.

## Liste d'espèces
- †Misikella buseri Kolar-Jurkovšek, 2011
- †Misikella hernsteini Mostler, 1967
- †Misikella koessenensis
- †Misikella kolarae
- †Misikella kovacsi
- †Misikella lanceolata
- †Misikella longidentata
- †Misikella posthernsteini Kozur & Mock, 1974 (type)
- †Misikella rhaetica
- †Misikella ultima

## Utilisation en stratigraphie
La base du Rhétien est voisine dans le temps de l'apparition des espèces de conodontes Misikella spp. et Epigondolella mosheri et du radiolaire Proparvicingula moniliformis.